# Kategoria e Parë 1976/77
Die Kategoria e Parë 1976/77 (sinngemäß: Erste Liga) war die 38. Austragung der albanischen Fußballmeisterschaft und wurde vom nationalen Fußballverband Federata Shqiptare e Futbollit ausgerichtet. Die Spielzeit begann am 4. September 1976 und endete am 12. Juni 1977.

## Austragungsmodus
Die Liga umfasste wie in der Vorsaison zwölf Teams. 1975/76 war Naftëtari Qyteti Stalin aus der Kategoria e Parë abgestiegen, für die neue Spielzeit kam KS Skënderbeu Korça, das direkt wieder in die erste Spielklasse aufstieg, hinzu. Titelverteidiger war KS Dinamo Tirana.
Die Meisterschaft wurde in einer regulären Spielzeit mit Hin- und Rückrunde ausgetragen. Jedes Team trat zwei Mal gegen jede andere Mannschaft an. Anders als in den Vorsaisons folgte dann eine Teilung der Liga: die ersten sechs Mannschaften aus der regulären Saison ermittelten in einer Meisterrunde den Titelträger, während die Teams auf den Rängen sieben bis zwölf den einzigen Absteiger in die damals noch zweitklassige Kategoria e dytë ermittelten. Die Punkte aus der regulären Spielzeit wurden in Meister- beziehungsweise Abstiegsrunde übernommen. Der Meister zog nicht in den Europapokal der Landesmeister ein, da sich Albanien für mehrere Jahre aus diesem Wettbewerb zurückgezogen hatte.
Insgesamt fielen 364 Tore, was einem Schnitt von 1,9 Treffern pro Partie entspricht. Torschützenkönig mit zwölf Treffern wurde Agim Murati von FK Partizani Tirana.

## Vereine
| Verein                   | Logo                                  | Stadt       |  |
| ------------------------ | ------------------------------------- | ----------- |  |
| Lokomotiva Durrës        | Logo Teuta Durrës                     | Durrës      |  |
| KS Traktori Lushnja      | Logo von KS Lushnja                   | Lushnja     |  |
| Labinoti Elbasan         | Logo KS Elbasani                      | Elbasan     |  |
| KS Vllaznia Shkodra      | Logo FK Vllaznia Shkoder              | Shkodra     |  |
| 17 Nëntori Tirana        | Logo SK Tirana                        | Tirana      |  |
| KS Flamurtari Vlora      | Logo Flamurtari Vlora                 | Vlora       |  |
| FK Partizani Tirana      | Logo FK Partizani Tirana              | Tirana      |  |
| KS Dinamo Tirana         | Logo Dinamo Tirana                    | Tirana      |  |
| KS Besa Kavaja           | Logo KS Besa Kavajë                   | Kavaja      |  |
| KS Luftëtari Gjirokastra | Vereinslogo von Luftëtari Gjirokastër | Gjirokastra |  |
| Shkëndija Tirana         |                                       | Tirana      |  |
| KS Skënderbeu Korça      | Logo Skënderbeu                       | Korça       |  |

## Reguläre Saison
Titelverteidiger Dinamo Tirana führte nach Abschluss der regulären Saison die Tabelle an, doch die größte Überraschung gelang Skënderbeu Korça: nachdem der Traditionsklub 1974/75 erstmals aus der Kategoria e Parë abgestiegen war, kehrte er sofort wieder zurück und schaffte gleich den zweiten Platz in der regulären Runde – punktgleich mit Meister Dinamo. Ebenfalls noch mit Titelchancen in der Meisterrunde lagen Vllaznia Shkodra und Partizani Tirana auf den folgenden Rängen. Lokomotiva Durrës, im Vorjahr noch in den Abstiegskampf verwickelt, erreichte mit dem Einzug in die Runde der besten Sechs ebenfalls eine Überraschung. Zusammen mit 17 Nëntori Tirana verwies man den unglücklichen Siebten Traktori Lushnja, der aufgrund des schlechteren Torverhältnisses ausschied, in die Runde der letzten Sechs. Es folgten Labinoti Elbasan und Luftëtari Gjirokastra. Auch für Flamurtari Vlora und Besa Kavaja sah es mit drei Zählern Vorsprung auf den Abstiegsplatz, den Shkëndija Tirana belegte, in Bezug auf den Kampf um den Klassenverbleib gut aus, obgleich Kavaja nach mehreren Spielzeiten in der Spitzengruppe dieses Mal nicht mehr vorne mitspielen konnte und die Meisterrunde klar verpasste.
Tabelle
| Pl. | Verein                   | Sp. | S  | U  | N  | Tore    | Diff. | Punkte |
| --- | ------------------------ | --- | -- | -- | -- | ------- | ----- | ------ |
| 1.  | KS Dinamo Tirana (M)     | 22  | 10 | 8  | 4  | 031:160 | +15   | 28:16  |
| 2.  | KS Skënderbeu Korça (N)  | 22  | 10 | 8  | 4  | 025:160 | +9    | 28:16  |
| 3.  | KS Vllaznia Shkodra      | 22  | 11 | 5  | 6  | 034:230 | +11   | 27:17  |
| 4.  | FK Partizani Tirana      | 22  | 8  | 10 | 4  | 024:150 | +9    | 26:18  |
| 5.  | Lokomotiva Durrës        | 22  | 7  | 9  | 6  | 020:170 | +3    | 23:21  |
| 6.  | 17 Nëntori Tirana (P)    | 22  | 10 | 3  | 9  | 021:220 | −1    | 23:21  |
| 7.  | KS Traktori Lushnja      | 22  | 8  | 7  | 7  | 017:210 | −4    | 23:21  |
| 8.  | Labinoti Elbasan         | 22  | 6  | 8  | 8  | 019:190 | ±0    | 20:24  |
| 9.  | KS Luftëtari Gjirokastra | 22  | 6  | 6  | 10 | 019:260 | −7    | 18:26  |
| 10. | KS Flamurtari Vlora      | 22  | 6  | 5  | 11 | 020:310 | −11   | 17:27  |
| 11. | KS Besa Kavaja           | 22  | 4  | 9  | 9  | 012:230 | −11   | 17:27  |
| 12. | Shkëndija Tirana         | 22  | 4  | 6  | 12 | 011:240 | −13   | 14:30  |

| (M) | amtierender albanischer Meister     |
| (P) | amtierender albanischer Pokalsieger |
| (N) | Neuaufsteiger                       |

Kreuztabelle
| 1976/77                  | KS Dinamo Tirana | KS Skënderbeu Korça | KS Vllaznia Shkodra | FK Partizani Tirana | Lokomotiva Durrës | 17 Nëntori Tirana | Traktori Lushnja | Labinoti Elbasan | KS Luftëtari Gjirokastra | KS Flamurtari Vlora | KS Besa Kavaja | Shkëndija Tirana |
| KS Dinamo Tirana         |                  | 1:1                 | 3:2                 | 1:1                 | 0:0               | 1:0               | 3:0              | 1:1              | 5:1                      | 3:1                 | 1:0            | 4:0              |
| KS Skënderbeu Korça      | 1:0              |                     | 1:2                 | 1:0                 | 2:0               | 2:0               | 0:0              | 4:3              | 1:0                      | 2:0                 | 1:1            | 0:0              |
| KS Vllaznia Shkodra      | 1:1              | 4:3                 |                     | 1:0                 | 2:2               | 1:0               | 2:0              | 3:1              | 1:0                      | 6:0                 | 1:0            | 2:1              |
| FK Partizani Tirana      | 0:0              | 0:0                 | 3:1                 |                     | 0:0               | 2:0               | 2:0              | 1:0              | 3:1                      | 1:1                 | 2:0            | 2:0              |
| Lokomotiva Durrës        | 1:1              | 1:2                 | 1:0                 | 1:1                 |                   | 1:0               | 1:1              | 1:0              | 3:1                      | 2:0                 | 1:0            | 2:0              |
| 17 Nëntori Tirana        | 2:1              | 0:1                 | 1:0                 | 3:1                 | 1:0               |                   | 1:2              | 2:1              | 3:1                      | 2:1                 | 0:0            | 1:0              |
| KS Traktori Lushnja      | 1:0              | 1:0                 | 0:1                 | 1:2                 | 2:1               | 2:2               |                  | 1:0              | 0:0                      | 2:1                 | 1:0            | 2:1              |
| Labinoti Elbasan         | 1:0              | 0:0                 | 1:1                 | 1:1                 | 1:0               | 0:1               | 0:0              |                  | 2:1                      | 2:0                 | 3:0            | 1:0              |
| KS Luftëtari Gjirokastra | 0:1              | 1:1                 | 1:0                 | 0:0                 | 2:1               | 3:0               | 1:0              | 0:0              |                          | 2:1                 | 2:0            | 0:1              |
| KS Flamurtari Vlora      | 2:2              | 0:1                 | 2:1                 | 2:2                 | 0:0               | 1:0               | 2:0              | 1:0              | 1:1                      |                     | 3:0            | 1:0              |
| KS Besa Kavaja           | 0:1              | 1:1                 | 1:1                 | 1:0                 | 1:1               | 0:0               | 1:1              | 0:0              | 1:1                      | 1:0                 |                | 1:0              |
| Shkëndija Tirana         | 0:1              | 1:0                 | 1:1                 | 0:0                 | 0:0               | 1:2               | 0:0              | 1:1              | 1:0                      | 1:0                 | 2:3            |                  |

## Meisterrunde
In den zehn Partien der Meisterrunde konnte sich Titelverteidiger Dinamo Tirana dann doch absetzen und gewann mit vier Zählern Vorsprung den dritten Meistertitel in Folge, den insgesamt elften der Klubgeschichte. Damit konnte man mit dem bisherigen alleinigen Rekordmeister Partizani Tirana gleichziehen. Skënderbeu Korça blieb auch in der Meisterrunde stark und sicherte sich die völlig überraschende Vizemeisterschaft im ersten Jahr nach dem Wiederaufstieg. Für Vllaznia Shkodra blieb nur der dritte Rang. Partizani Tirana gewann nur noch zwei der zehn Spiele in der Abschlussrunde und wurde schließlich punktgleich mit 17 Nëntori Tirana abgeschlagen Vierter. Lokomotiva Durrës, das ebenfalls überraschend in die Meisterrunde eingezogen war, blieb der sechste Abschlussrang.
| Pl. | Verein                  | Sp. | S  | U  | N  | Tore    | Diff. | Punkte |
| --- | ----------------------- | --- | -- | -- | -- | ------- | ----- | ------ |
| 1.  | KS Dinamo Tirana (M)    | 32  | 16 | 12 | 4  | 046:240 | +22   | 44:20  |
| 2.  | KS Skënderbeu Korça (N) | 32  | 14 | 12 | 6  | 033:220 | +11   | 40:24  |
| 3.  | KS Vllaznia Shkodra     | 32  | 15 | 7  | 10 | 048:340 | +14   | 37:27  |
| 4.  | FK Partizani Tirana     | 32  | 10 | 13 | 9  | 032:270 | +5    | 33:31  |
| 5.  | 17 Nëntori Tirana (P)   | 32  | 14 | 5  | 13 | 031:310 | ±0    | 33:31  |
| 6.  | Lokomotiva Durrës       | 32  | 9  | 10 | 13 | 027:330 | −6    | 28:36  |

| (M) | amtierender albanischer Meister     |
| (P) | amtierender albanischer Pokalsieger |
| (N) | Neuaufsteiger                       |

| 1976/77             | KS Dinamo Tirana | KS Skënderbeu Korça | KS Vllaznia Shkodra | FK Partizani Tirana | 17 Nëntori Tirana | Lokomotiva Durrës |
| KS Dinamo Tirana    |                  | 0:0                 | 1:0                 | 1:0                 | 2:1               | 2:1               |
| KS Skënderbeu Korça | 0:0              |                     | 2:1                 | 0:0                 | 1:0               | 1:0               |
| KS Vllaznia Shkodra | 2:2              | 0:1                 |                     | 3:2                 | 2:0               | 4:1               |
| FK Partizani Tirana | 1:2              | 2:2                 | 1:0                 |                     | 0:2               | 1:0               |
| 17 Nëntori Tirana   | 1:1              | 2:1                 | 1:2                 | 0:0                 |                   | 2:0               |
| Lokomotiva Durrës   | 2:4              | 1:0                 | 0:0                 | 2:1                 | 0:1               |                   |

## Abstiegsrunde
In der Abstiegsrunde schafften Luftëtari Gjirokastra und Flamurtari Vlora mit einigen Siegen noch den Klassenerhalt, ebenso wie Labinoti Elbasan und das knapp an der Meisterrunde gescheiterte Traktori Lushnja. Auch Shkëndija Tirana spielte erfolgreich und erlitt nur noch eine Niederlage in den letzten zehn Partien. Damit rettete sich der Hauptstadtklub noch, der als Tabellenletzter in die Abschlussrunde gegangen war. Überraschend musste damit Besa Kavaja den Gang in die Zweitklassigkeit antreten, nachdem der Verein in den Vorsaisons noch in der Spitzengruppe der Liga gelandet war.
| Pl. | Verein                   | Sp. | S | U  | N  | Tore    | Diff. | Punkte |
| --- | ------------------------ | --- | - | -- | -- | ------- | ----- | ------ |
| 7.  | KS Luftëtari Gjirokastra | 32  | 9 | 11 | 12 | 028:320 | −4    | 29:35  |
| 8.  | Labinoti Elbasan         | 32  | 9 | 11 | 12 | 025:290 | −4    | 29:35  |
| 9.  | KS Flamurtari Vlora      | 32  | 9 | 11 | 12 | 036:410 | −5    | 29:35  |
| 10. | KS Traktori Lushnja      | 32  | 9 | 11 | 12 | 023:330 | −10   | 29:35  |
| 11. | Shkëndija Tirana         | 32  | 8 | 11 | 13 | 019:290 | −10   | 27:37  |
| 12. | KS Besa Kavaja           | 32  | 6 | 14 | 12 | 016:290 | −13   | 26:38  |

| 1976/77                  | KS Luftëtari Gjirokastra | Labinoti Elbasan | KS Flamurtari Vlora | Traktori Lushnja | Shkëndija Tirana | KS Besa Kavaja |
| KS Luftëtari Gjirokastra |                          | 2:0              | 1:1                 | 1:1              | 0:0              | 2:0            |
| Labinoti Elbasan         | 1:2                      |                  | 1:1                 | 1:0              | 0:0              | 1:0            |
| KS Flamurtari Vlora      | 1:1                      | 3:0              |                     | 3:1              | 2:0              | 0:0            |
| KS Traktori Lushnja      | 1:0                      | 1:1              | 2:2                 |                  | 0:1              | 0:1            |
| Shkëndija Tirana         | 1:0                      | 1:0              | 2:2                 | 2:0              |                  | 1:1            |
| KS Besa Kavaja           | 0:0                      | 0:1              | 2:1                 | 0:0              | 0:0              |                |

## Die Mannschaft des Meisters KS Dinamo Tirana
| 1.                 | KS Dinamo Tirana |
| Logo Dinamo Tirana | Jani Rama, Vasillaq Zeri, Ilir Pernaska, Shyqyri Ballgjini, Muhedin Targaj, Andrea Marko, Aleko Bregu, Xhorxhi Puka, Torez Ciraku, Iljaz Ceco, Haxhi Mergjyshi, Faruk Sejdini, Kujtim Çoçoli, Rifat Ibërshimi, Gani Xhafa, Gj. Gjini, Ibrahim Kodra, Riza Hicka, Shaban Zenuni, Ahmet Ahmedani, Luarasi – Trainer: Durim Shehu. |